# Wyoming Highway 230
Der Wyoming Highway 230 (kurz: WYO 230) ist eine 126,72 km lange State Route im US-Bundesstaat Wyoming, die im Süden des Bundesstaates in den Counties Albany und Carbon verläuft. Die Straße besteht aus zwei Teilen, die jeweils an der Grenze zu Colorado enden, und ist auch als Rivers Road bekannt.

## Verlauf
Der Wyoming Highway 230 beginnt an der Kreuzung mit dem Wyoming Highway 130, etwa 13 km südlich des Ortes Saratoga im Carbon County, und verläuft grundsätzlich parallel zur WYO 130 über die Medicine Bow Mountains nach Osten bis Laramie. Der Wyoming Highway 230 verläuft jedoch zunächst in südlicher Richtung bis Riverside und wendet sich an der Kreuzung mit dem Wyoming Highway 70 nach rund 16 km nach Südosten. Während der Wyoming Highway 70 in Richtung Westen bis Baggs verläuft, steigt der WYO 230 im Verlauf durch das Platte Valley bis auf eine Höhe von rund 2400 m an. Das erste Teilstück der State Route endet an der Grenze zum Bundesstaat Colorado, die Straße verläuft von dort weiter als Colorado State Highway 125 nach Südosten. Nach rund 14 km kreuzt die CO 125 den Colorado State Highway 127, der nach Nordosten verläuft und nach rund 14 km wieder die Colorado-Wyoming State Line erreicht. Hier beginnt das zweite Teilstück des Wyoming Highway 230, das zunächst die Siedlung Wycolo passiert und daraufhin in kurvigem Verlauf durch den Medicine Bow-Routt National Forest verläuft. Im Verlauf der Strecke zweigt nach Norden die County Road 512 nach Fox Park ab. Der Highway verliert an Höhe und erreicht nach einer Abzweigung des Wyoming Highway 10 die Ortschaft Woods Landing-Jelm. Die Route erreicht nun das Laramie Basin, passiert die Siedlung Harmony sowie das Mortenson Lake National Wildlife Refuge und trifft westlich von Laramie wieder auf den Wyoming Highway 130. Von hier aus verlaufen die Routen 130 und 230 bis Laramie gemeinsam als Snowy Range Road. Dies ist die einzige Stelle in Wyoming, an der zwei State Routes parallel verlaufen. Kurz darauf hat die Snowy Range Road (WYO 130/WYO 230) einen Anschluss an die Interstate 80 (Ausfahrt 311). Fast 3,2 km nach diesem Autobahnkreuz enden der Wyoming Highway 230 sowie der Wyoming Highway 130 nach Überqueren des Laramie Rivers in Laramie an der I-80 BUS/US 30/US 287, die hier als 3rd Street verlaufen. Die Strecke führt durch die Counties Carbon und Albany.

## Belege
1. 1 2  Alex: Wyoming State Route Log: 200 through 299. Abgerufen am 8. Februar 2024 (amerikanisches Englisch).